# Graphis subcontexta
Graphis subcontexta är en lavart som beskrevs av Nyl. Graphis subcontexta ingår i släktet Graphis och familjen Graphidaceae.   Inga underarter finns listade i Catalogue of Life.